# Алфредо Едуардо Норонья
Алфредо Едуардо Баррето де Фрейтас Норонья (порт. Alfredo Eduardo Barreto de Freitas Noronha; 25 вересня 1918, Порту-Алегрі — 27 липня 2003, Сан-Паулу) — бразильський футболіст, що грав на позиції півзахисника, зокрема, за клуби «Греміо» та «Сан-Паулу», а також національну збірну Бразилії. По завершенні ігрової кар'єри — тренер.
П'ятиразовий переможець Ліги Пауліста. Чотириразовий переможець Ліги Гаушу. У складі збірної — переможець чемпіонату Південної Америки.

## Клубна кар'єра
У футболі дебютував 1936 року виступами за команду «Греміо», в якій провів п'ять сезонів. 
Протягом 1942 року захищав кольори «Васко да Гама».
Своєю грою за останню команду привернув увагу представників тренерського штабу клубу «Сан-Паулу», до складу якого приєднався 1942 року. Відіграв за команду із Сан-Паулу наступні дев'ять сезонів своєї ігрової кар'єри. Більшість часу, проведеного у складі «Сан-Паулу», був основним гравцем команди.
Згодом з 1951 по 1954 рік грав у складі «Португеза Деспортос» та «Греміо».
Завершив професійну ігрову кар'єру у клубі «Іпіранга» (Сан-Паулу), за команду якого виступав протягом 1954—1955 років.

## Виступи за збірну
1944 року дебютував в офіційних матчах у складі національної збірної Бразилії. Протягом кар'єри у національній команді провів у формі головної команди країни 16 матчів.
У складі збірної був учасником Чемпіонату Південної Америки 1949 року у Бразилії, здобувши того року титул континентального чемпіона. 
У складі збірної був учасником чемпіонату світу 1950 року у Бразилії, де разом з командою здобув «срібло», зігравши з Швейцарією (2-2).

## Кар'єра тренера
Розпочав тренерську кар'єру, очоливши тренерський штаб клубу «Португеза Деспортос».
В подальшому очолював команду клубу «Жувентус» (Сан-Паулу).
Останнім місцем тренерської роботи був клуб «Сан-Бенту», головним тренером команди якого Алфредо Едуардо Баррето де Фрейтас Норонья був.
Помер 27 липня 2003 року на 85-му році життя у місті Сан-Паулу.

## Титули і досягнення
- Переможець Ліги Гаушу (4):

«Греміо»:  1935, 1937, 1938, 1939
- Переможець Ліги Пауліста (5):

«Сан-Паулу»:  1943, 1945, 1946, 1948, 1949
- Чемпіон Південної Америки: 1949
- Віце-чемпіон світу: 1950